# Zeitwohlstand
Zeitwohlstand ist ein Konzept der Wirtschafts- und Sozialwissenschaften, das mit der individuell erlebten Zeit verknüpft ist und mit dem die „eigene Zeit“ als besondere Ressource hervorgehoben wird. Das Konzept ist nicht eindeutig definiert und das Fehlen einer solchen Eindeutigkeit wird teils als kennzeichnendes Merkmal betont.
Teils steht das Konzept Zeitwohlstand für einen immateriellen Wohlstand, der in einer Ressource begründet ist, welche eng an die Lebenszeit geknüpft ist und mehrere Dimensionen umfasst. Als Dimensionen werden insbesondere folgende betrachtet: das Ausmaß der „eigenen Zeit“ (Zeitreichtum etwa in Form von Freizeit, Muße), die Selbstbestimmung über die Zeit (Zeitsouveränität), die subjektive Qualität der gelebten Zeit (entdichtete Zeit, Wohlbefinden) und die Einbindung in Zeitinstitutionen (etwa Wochenenden und Feiertage als gemeinsame Zeit, Bildungsurlaub). In dieser Interpretation ist Zeitwohlstand durch eine Verknüpfung mehrerer Indikatoren messbar, wobei die Art der Verknüpfung nicht vorgegeben ist.
Teils wird das Konzept Zeitwohlstand im Sinne einer Wertehierarchie verwendet („Primat der Zeit-Bedürfnisse der Menschen gegenüber den Ansprüchen der Ökonomie“).

## Kontext
Der Begriff des Zeitwohlstands wurde in den 1980er Jahren von dem Politologen Jürgen P. Rinderspacher eingeführt und in den 1990er Jahren von dem Ökonomen Gerhard Scherhorn weiter verbreitet, der besonders das Konkurrenzverhältnis zwischen (materiellem) Güterwohlstand und (immateriellem) Zeitwohlstand hervorhob. Scherhorn schlug zudem vor, den materiellen Wohlstand, den Zeitwohlstand und den Raumwohlstand als gleichberechtigte Ziele zu betrachten.
Zeitnot, als Gegenbegriff zu Zeitwohlstand, bezeichnet insbesondere das Fehlen von verfügbarer Zeit.
Robert Goodin, Autor von Discretionary Time, setzt neben das materielle Existenzminimum (quantifiziert durch den Warenkorb) ein zeitliches Existenzminimum (notwendige Zeit). Als „notwendige Zeit“ bezeichnet er die Summe der Zeit, die für eine das Überschreiten der Armutsschwelle erforderliche Erwerbsarbeit und für die Haus- und Familienarbeit einschließlich der persönlichen Pflege erforderlich ist; als Gegenstück steht hierzu die übrige Zeit als eine zur freien Verfügung stehende Zeit (discretionary time), welche er als Wohlstandsindikator auffasst.

## Anwendung

### Politik und Politikwissenschaft
In der modernen Familienpolitik wird „Zeitwohlstand für Familien“ häufig als eines der angestrebten Werte genannt. Mit dem Begriff sind insbesondere Aspekte wie Zeitsouveränität, genügend Freizeit und gemeinsame Familienzeit (auch: quality time) sowie ggf. eine Vereinbarkeit von Familie und Beruf in einen positiv konnotierten Begriff zusammengefasst. Entsprechend wird der Begriff oft auch als Schlagwort für eine auf die Bedürfnisse von Familien ausgerichtete Politik verwendet.
Im Sinne einer ökologisch nachhaltigen Politik wird die Betrachtung des Zeitwohlstands als eine Form von (immateriellem) Wohlstand hervorgehoben, die mit vergleichsweise geringem Verbrauch an natürlichen Ressourcen einhergehe.

### Ökonomie
In der Ökonomie spielen, vor allem auf die Erwerbsarbeit bezogen, Tauschgeschäfte als Tausch von Zeitwohlstand gegen materiellen Wohlstand und umgekehrt eine wesentliche Rolle.
Im Sinne eines erweiterten Wohlstandsmodells ist der Zeitwohlstand als eigenes Ziel neben dem materiellen Wohlstand zu betrachten, das – wie auch die Ziele von Gesundheit, sauberer Umwelt, persönliche Sicherheit und bekömmlicher Lebensraum – eine Rolle spielt, sobald die primären materiellen Bedürfnisse gedeckt sind.
Der britische Ökonom Richard Layard stellte fest, dass Personen tendenziell weniger Neid auf Zeitwohlstand (im Sinne eines längeren Urlaubs) zeigten als auf Güterwohlstand.

### Personalwesen
Das Konzept wird auch innerhalb der Erwerbstätigkeit angewendet. In diesem Rahmen wird retrospektiv auch die Diskussion der 1970er Jahre um die Humanisierung der Arbeitswelt gefasst. Ebenso zählt dazu der Ansatz einer lebensphasenorientierten Arbeitszeit.